# Callopistria chera
Callopistria chera is een vlinder uit de familie uilen (Noctuidae). De wetenschappelijke naam van deze soort is voor het eerst geldig gepubliceerd in 1927 door A. E. Prout.
De soort komt voor in tropisch Afrika.